# Pilleren

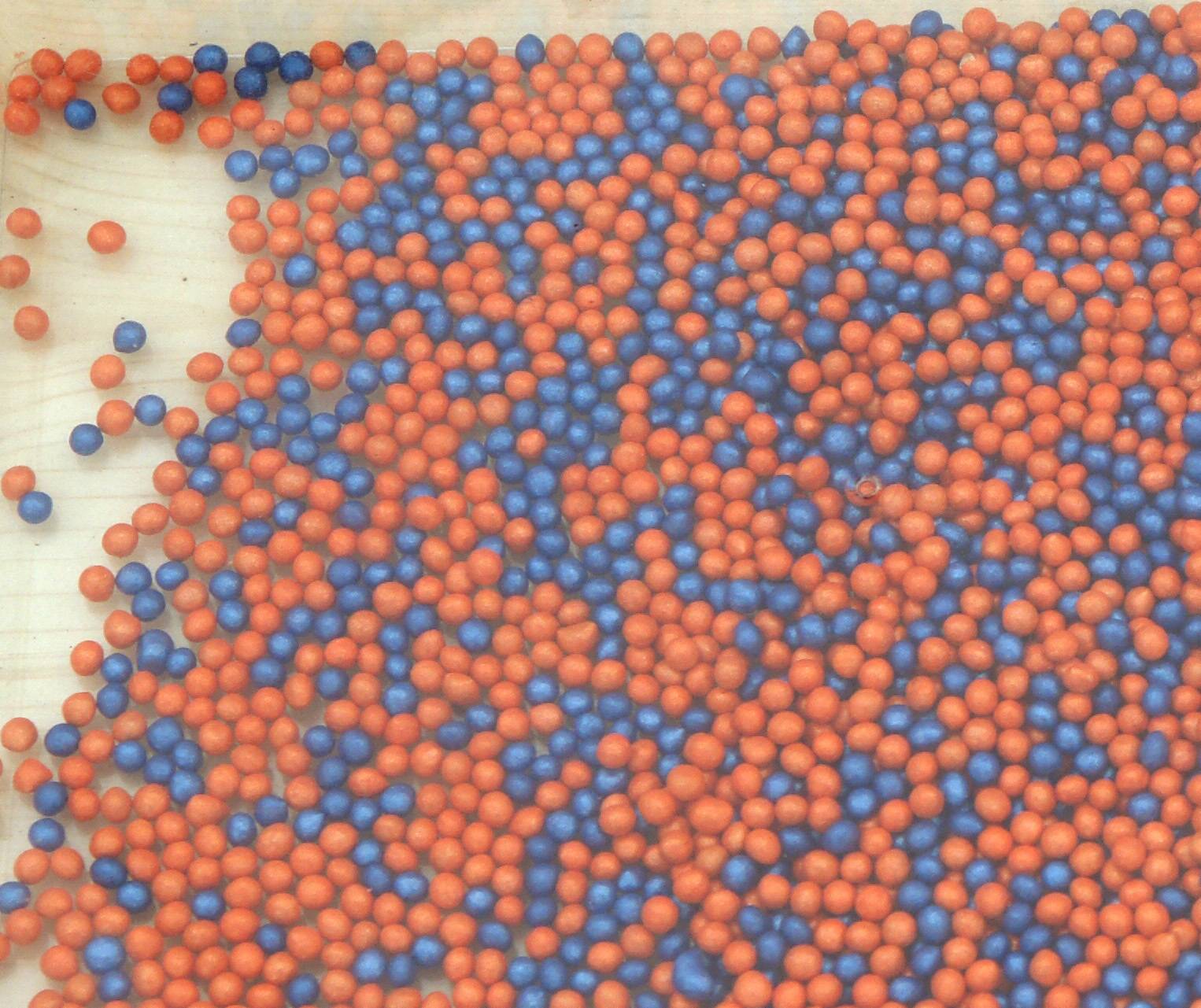
Gepilleerd suikerbietenzaad

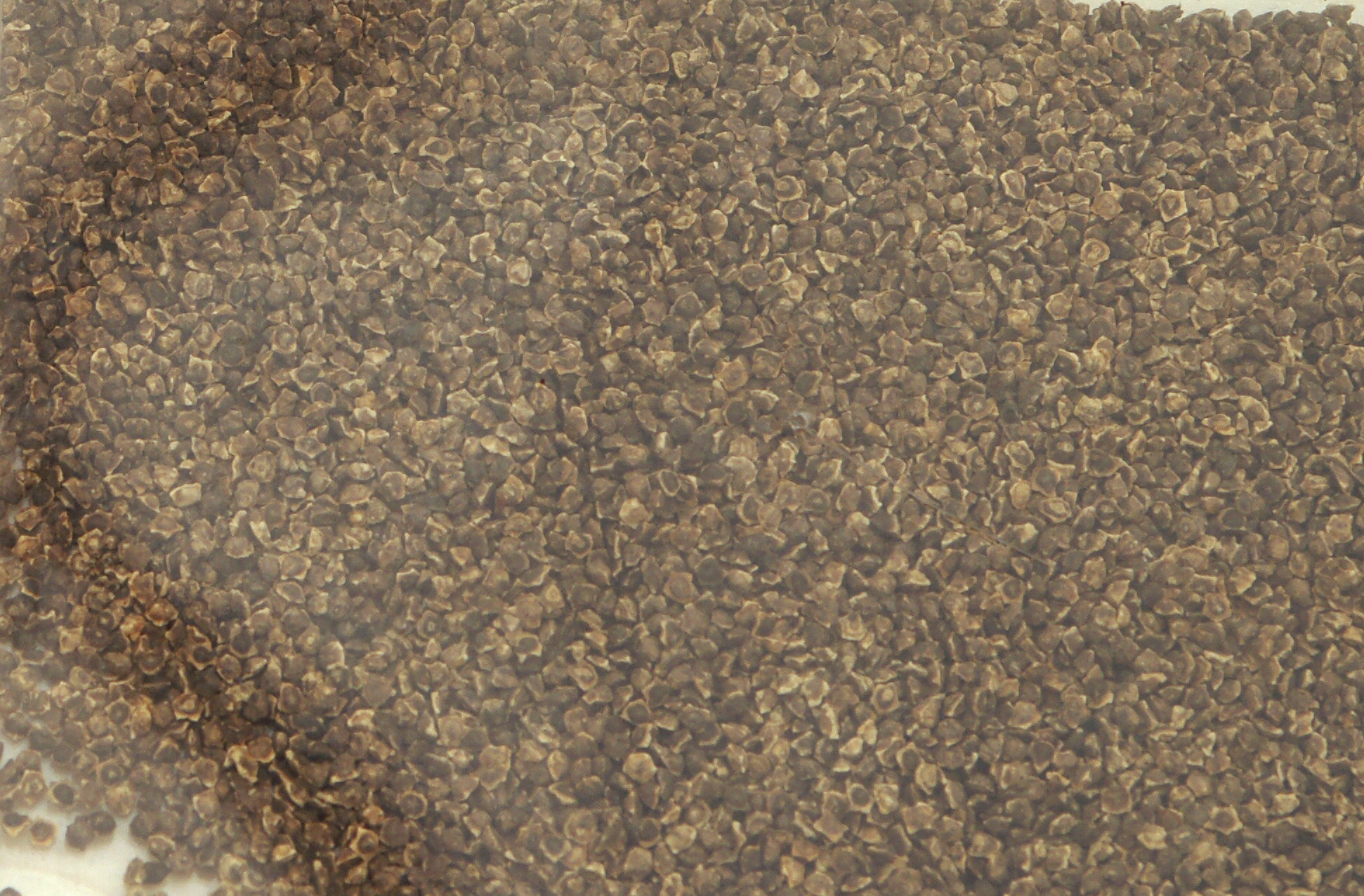
Onbehandeld suikerbietenzaad

Pilleren is het omhullen en/of opvullen van zaden, meestal om deze beter machinaal verzaaibaar te maken. 

## Zaadgoed

### Productie
Bij pilleren maakt men van elk zaadje een soort pil. Het proces vindt plaats in een mengtrommel, een betonmolenachtige constructie, waar de zaden ingedaan worden. Het zaad wordt besproeid met een speciale vloeistof, waardoor het zaad aan de buitenkant vochtig wordt.
Aan de ronddraaiende, vochtige zaden worden vervolgens poedermengsels toegevoegd, waardoor het poeder aan het vochtige zaad gaat plakken en er in 1 à 2 uur een pil ontstaat. Tijdens het ronddraaien van de zaden wordt er stelselmatig nieuwe hoeveelheden vloeistof en poeder toegevoegd tot de gewenste grootte is bereikt. Het zaad wordt afhankelijk van de zaadgrootte tussen de 1 en 100 keer vergroot. De zo gemaakte pillen zijn nat en worden in droogovens in 1 à 2 uur teruggedroogd. De gedroogde pillen worden op maat gezeefd en in verschillende maten verpakt en verzonden naar de klant.

### Toevoegingen
In de poeders zitten tegenwoordig ook fungiciden en insecticiden. Deze hebben als doel om het zaad tijdens de kieming en opkomst te beschermen tegen schimmels en insecten die in de grond en op het zaad leven. Alternatieve methoden bestaan erin om de zaden alleen maar te coaten met fungiciden en insecticiden.

## Muisjes
Door het pilleren van anijszaad met een suikermengsel kan broodbeleg vervaardigd worden, wat tot het ontstaan van de typische "muisjes" geleid heeft.

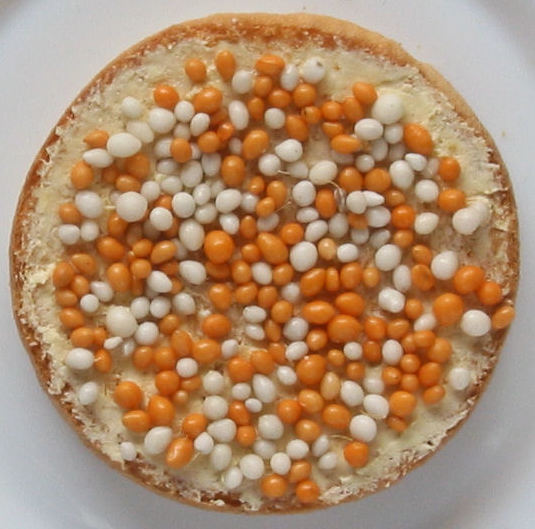
Oranje muisjes